# Ангорски зец
Ангорски зец је раса која потиче из Турске, односно околине Анкаре (раније Ангора). Ова раса зеца се гаји због квалитетне дугачке, мекане и свиленкасте длаке, која се назива ангора. Углавном је беле боје. У 18. веку су ангорски зечеви били популарни кућни љубимци на француском двору. Убрзо су се проширили на остатак Европе, а почетком 20. века у САД. Признате расе су енглески, француски, џиновски и сатенски ангорски зец.